# Exèrcit Roig Unit
L'Exèrcit Roig Unit (en japonès: 連合赤軍 Rengōsekigun) fou un grup armat comunista japonès fundat el juliol de 1971. Fou liderat per Tsuneo Mori, secundat per la revolucionària Hiroko Nagata. En el moment de la seva fundació Kunio Bando també va tenir un paper important.
Es va fundar per la unió de la Facció de l'Esquerra Revolucionària amb membres de l'Exèrcit Roig Japonès.
El 1972 s'entrenaren a les Muntanyes Akaishi, un episodi documentat a la pel·lícula de Kōji Wakamatsu Jitsuroku: Rengōsekigun Asama-Sansō e no dōtei. El mateix any desaparegué.